# Emplectanthus
Emplectanthus là chi thực vật có hoa trong họ Apocynaceae.

## Các loài
- Emplectanthus cordatus N.E.Br., 1908
- Emplectanthus dalzellii D.G.A.Styles, 2010
- Emplectanthus gerrardii N.E.Br. 1908